# Rockefeller Center

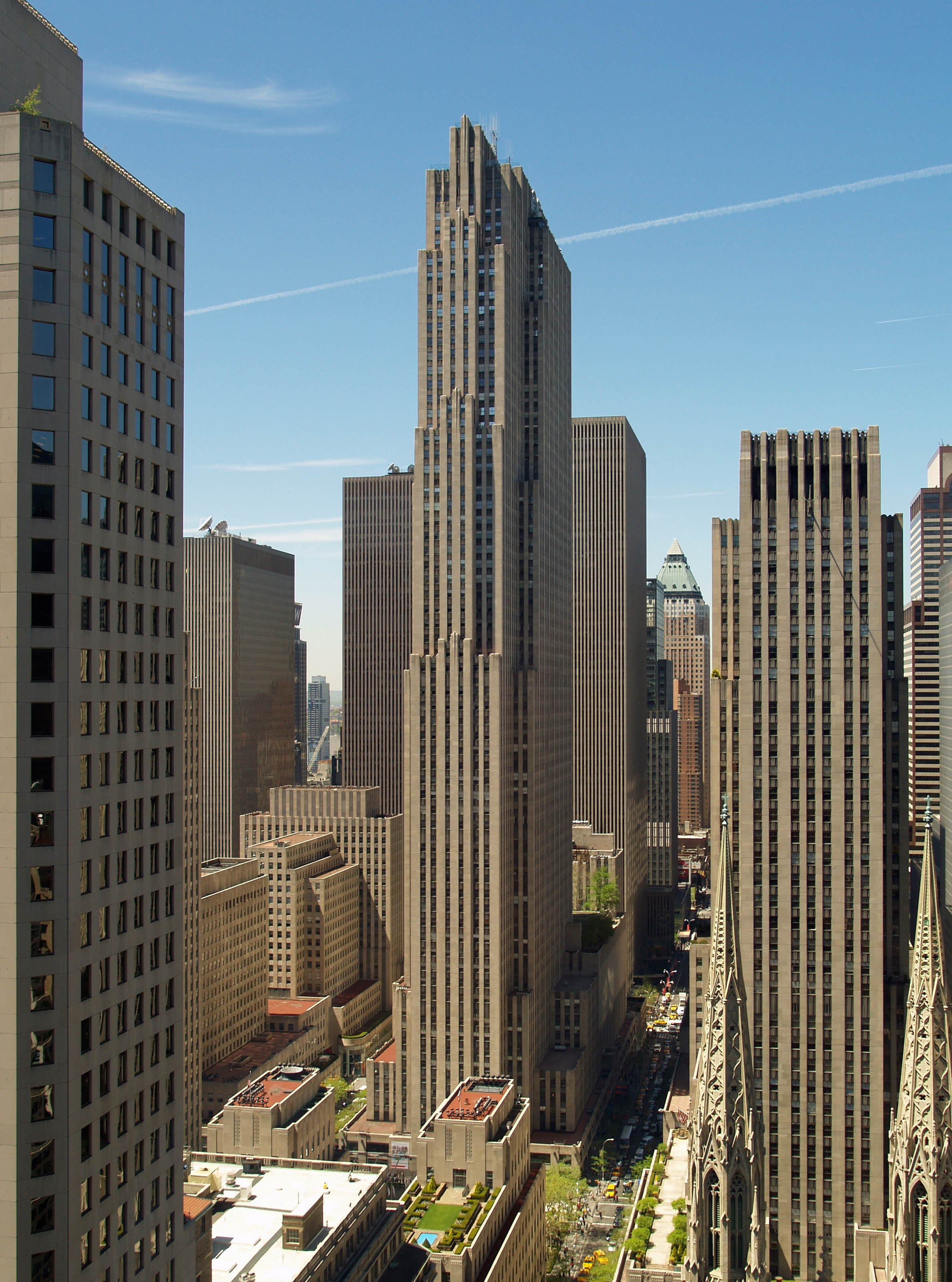

Rockefeller Center hay Rockefeller Plaza được đặt tên theo John D. Rockefeller, Jr., người đã thuê khu đất từ Đại học Columbia, là một tổ hợp 19 tòa nhà trên diện tích 89.000 m2 giữa các phố 48 và 51 ở Thành phố New York. Khu phức hợp thương mại này do gia đình tỉ phú Rockefeller xây dựng ở trung tâm Midtown Manhattan, vươn trong khu vực giữa Đại lộ 5 và Đại lộ 6 gồm những nhà hàng sang trọng, một hành lang thương mại ngầm, các nhà hát san sát cùng các văn phòng và hơn 100 tác phẩm nghệ thuật (tranh tường và tượng) được trưng bày.
Rockefeller Center luôn nằm trong chương trình của các công ty du lịch nhờ vô số sự kiện theo mùa được tổ chức tại đây, và đặc biệt, một nhà hàng và bar tại khu Rockefeller Plaza vào mùa hè sẽ được "hô biến" thành một sân trượt băng vào mùa thu và mùa đông.
Kể từ năm 1936 đến nay, Rockefeller Center là một trong những điểm tấp nập nhất New York khi hằng tuần trung bình 200.000 lượt khách tham quan tìm đến. Số du khách còn tăng mạnh khi cây thông khổng lồ được thắp sáng. Năm 1987, trung tâm này được công nhận là Địa điểm nổi bật lịch sử quốc gia.